# 护国寺街
39°56′01″N 116°22′08″E / 39.933721°N 116.369019°E

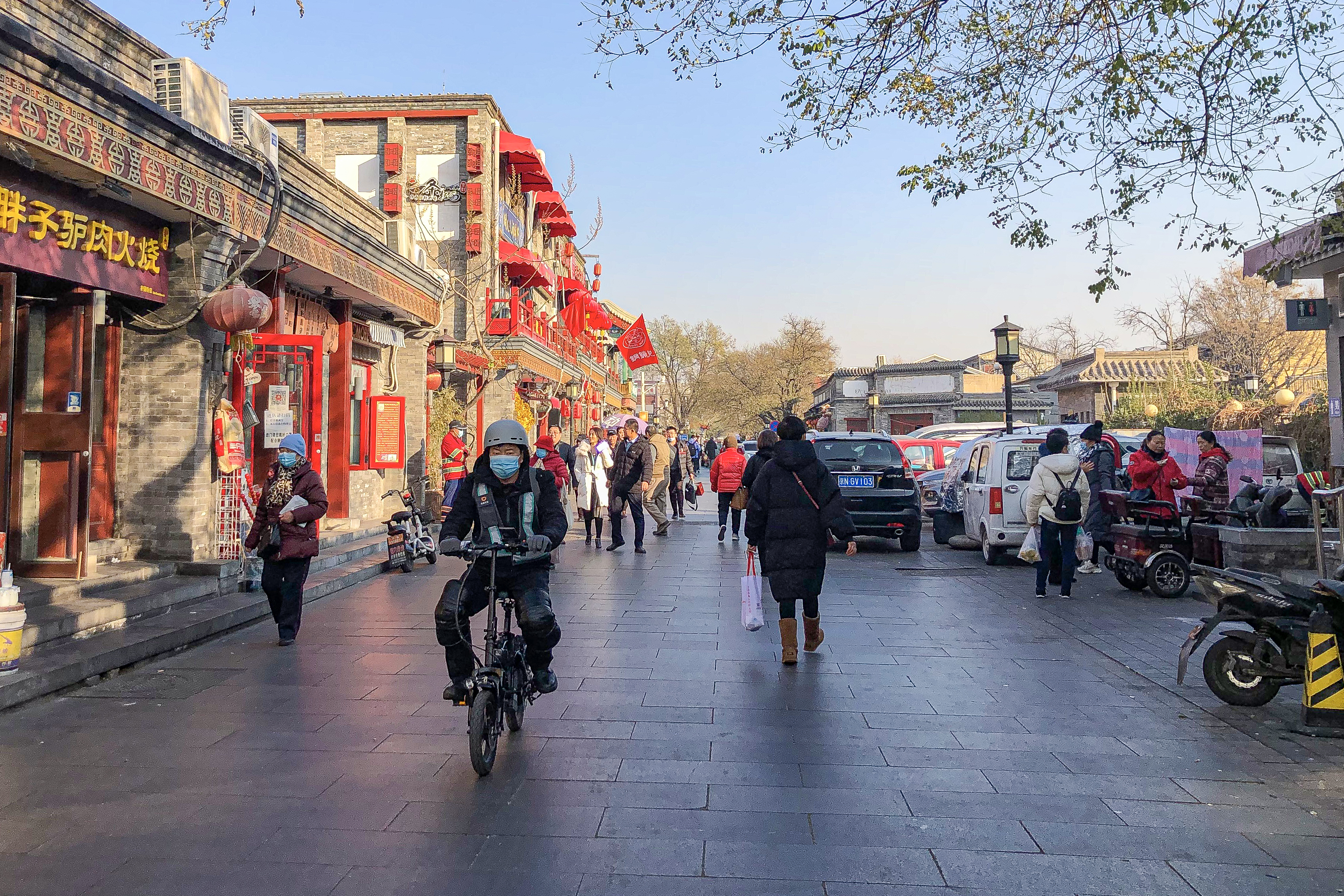
护国寺街

护国寺街，是中国北京市西城区的一条胡同，因护国寺而得名。

## 简介
护国寺街西起新街口南大街，东到德胜门内大街，中间同路北的棉花胡同、路南的护仓胡同形成十字路口。在棉花胡同以西，护国寺街同路北的护国寺西巷、护国寺东巷交汇；在棉花胡同以东，护国寺街同路北的藕芽胡同交汇。在护仓胡同以东，护国寺街同路南的后铁匠胡同交汇。
护国寺街，明朝称“崇国寺街”，清朝称“护国寺街”，中华民国时期一度称“护国寺大街”。护国寺的山门原在该街路北。1980年代，街上有北京市钟表眼镜公司、人民剧场、护国寺副食商场、护国寺宾馆等。护国寺街东口北侧的护国寺街9号为梅兰芳故居，为北京市文物保护单位。
2011年10月26日，护国寺街在经过两年改造后重新开街迎客。新开放的护国寺街以棉花胡同为界，西段以护国寺小吃等传统老字号小吃为主，东段则以梅兰芳故居等名人故居、四合院、私家菜为主。经过改造后，护国寺街上的娱乐设施有人民剧场、护国新天地，饮食方面有护国寺小吃总店、合义斋小吃店，还有众多商店、小吃店、餐馆等等。

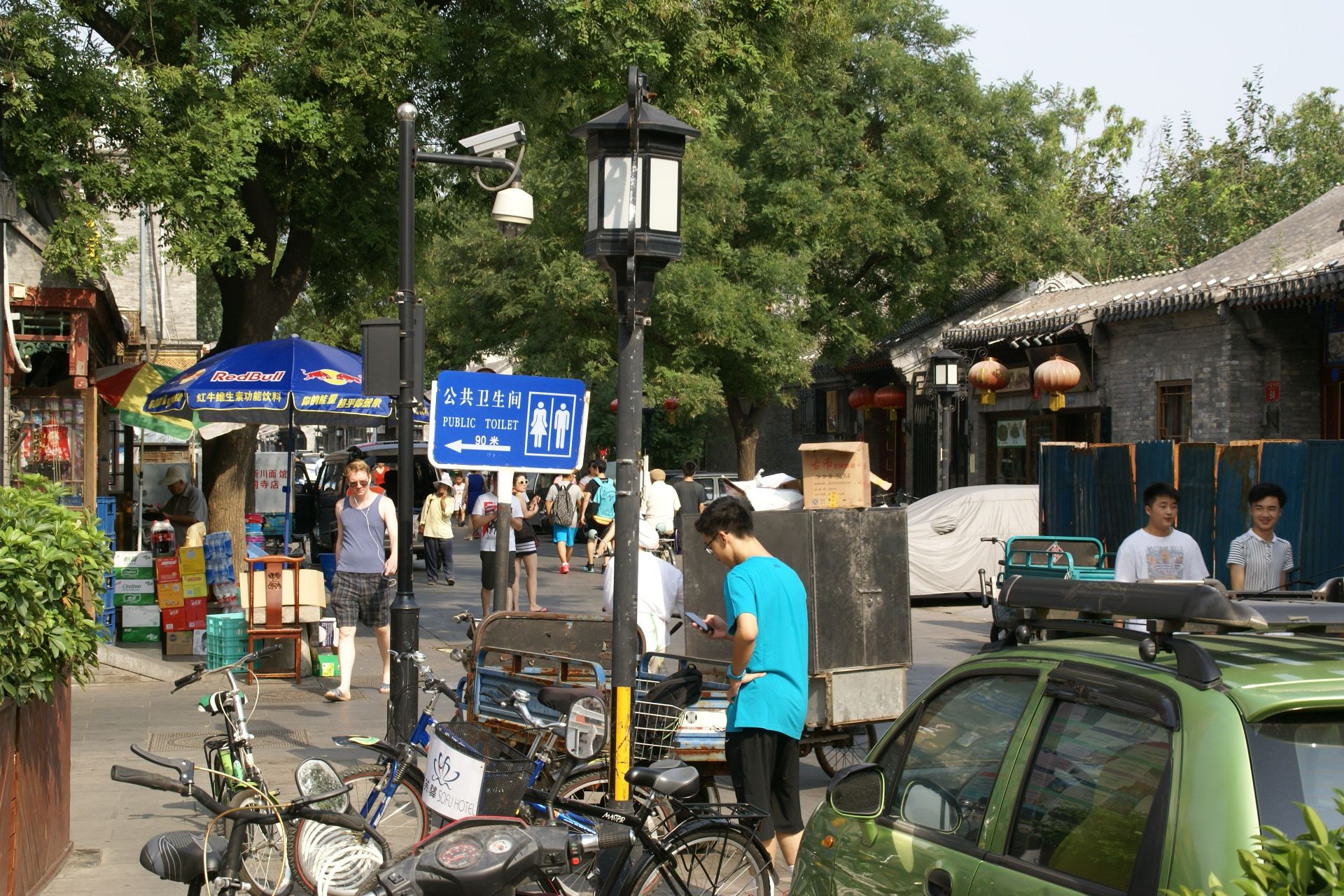
街景
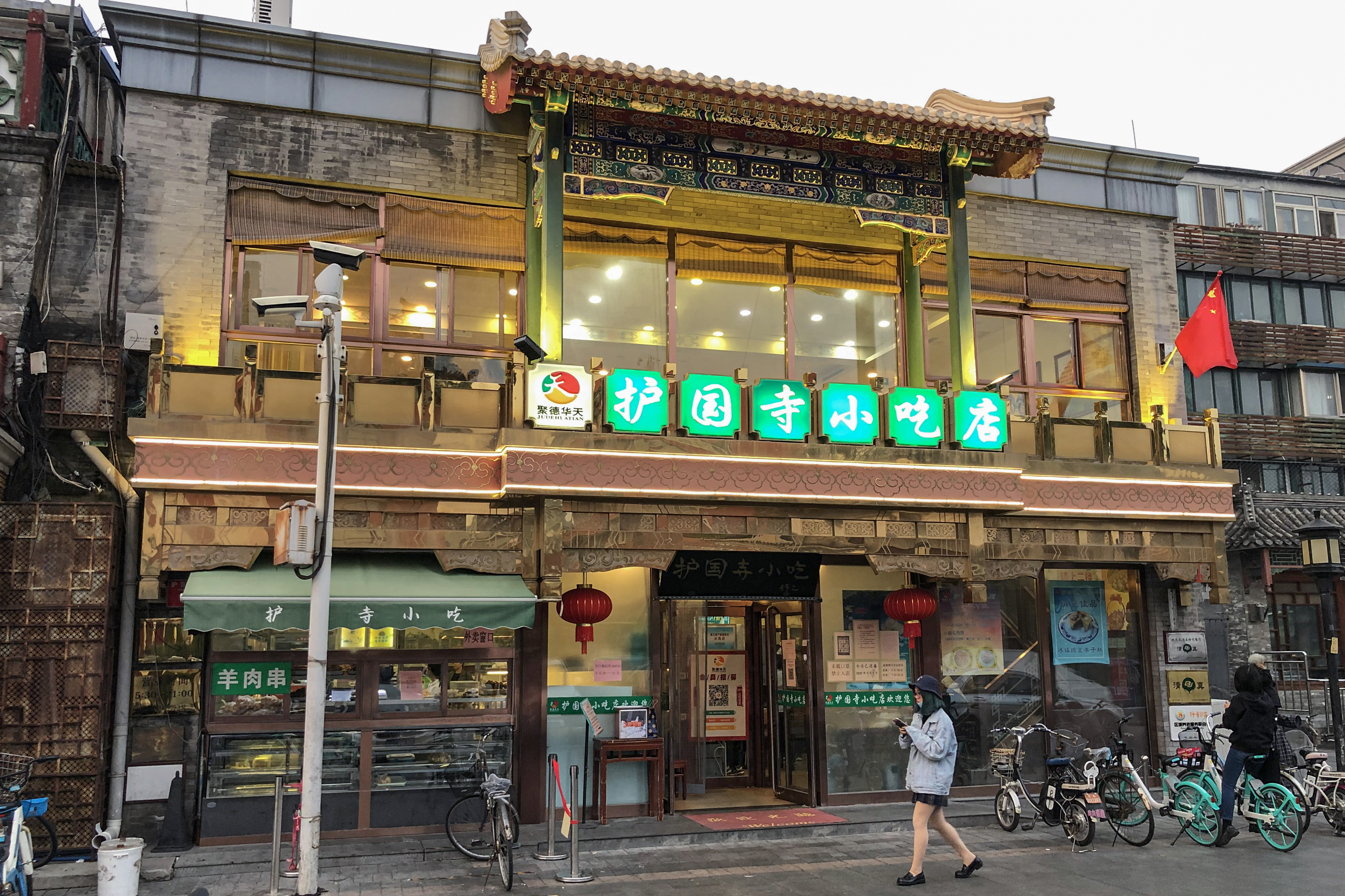
护国寺小吃总店
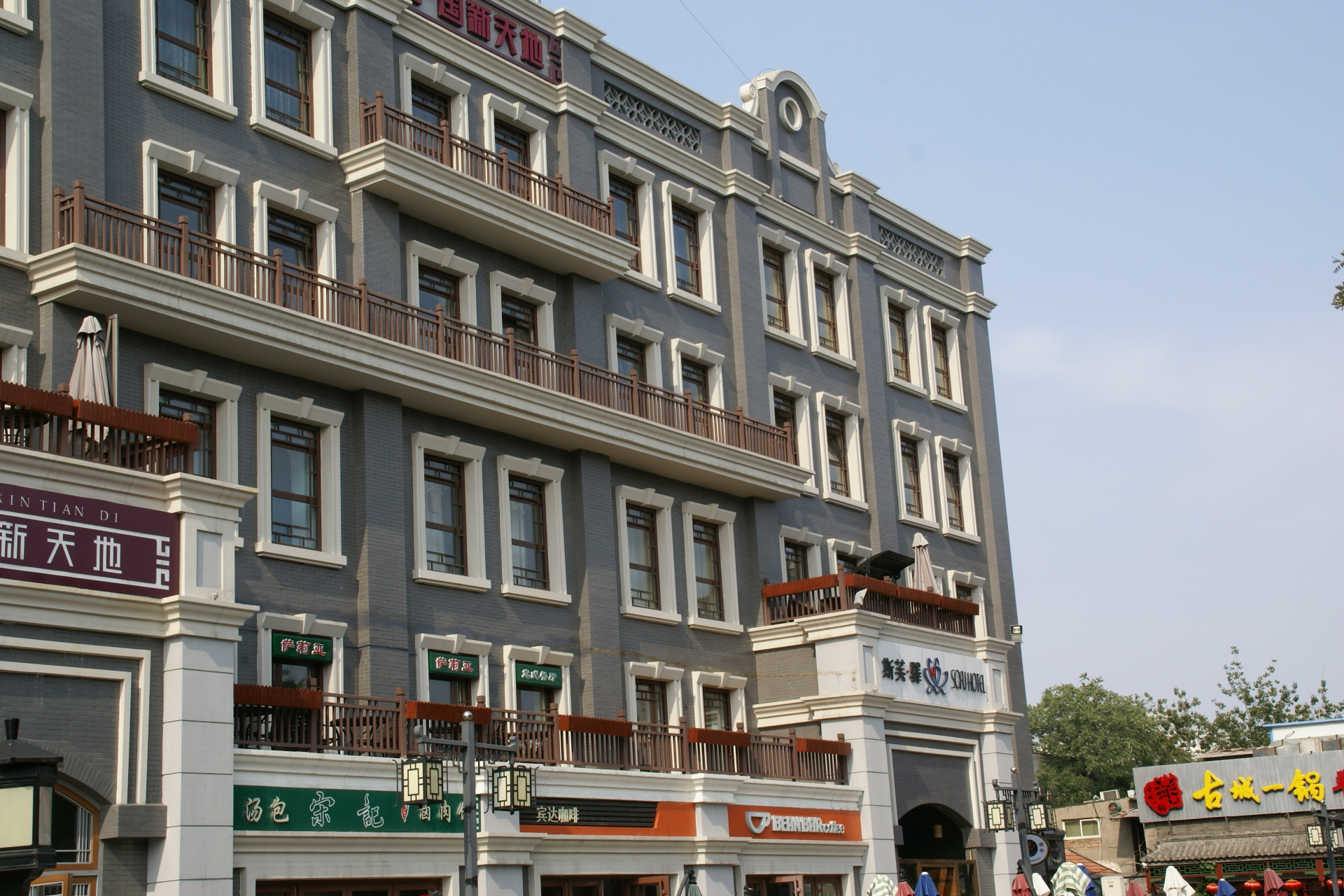
护国新天地，位于护国寺山门旧址处
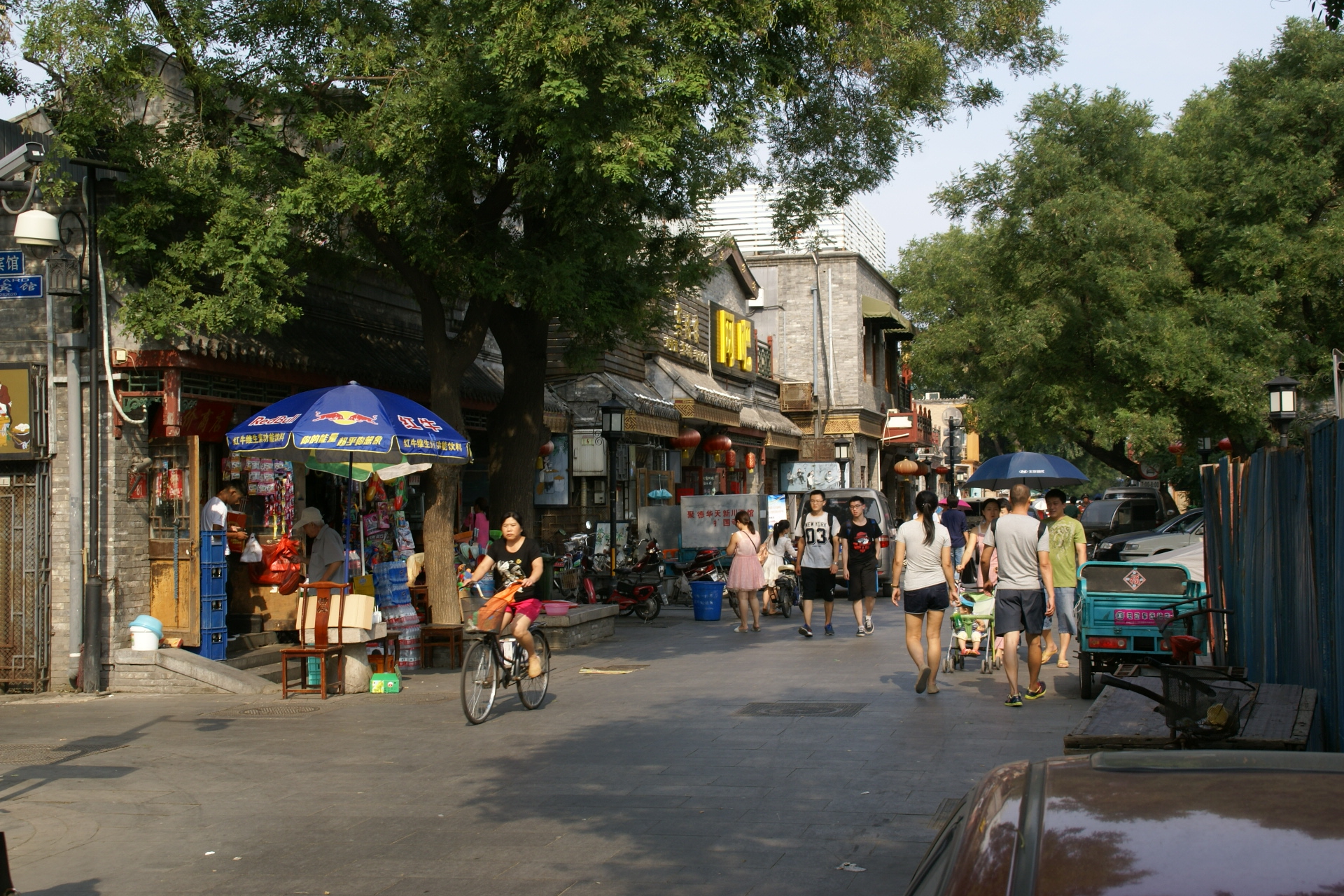
街景
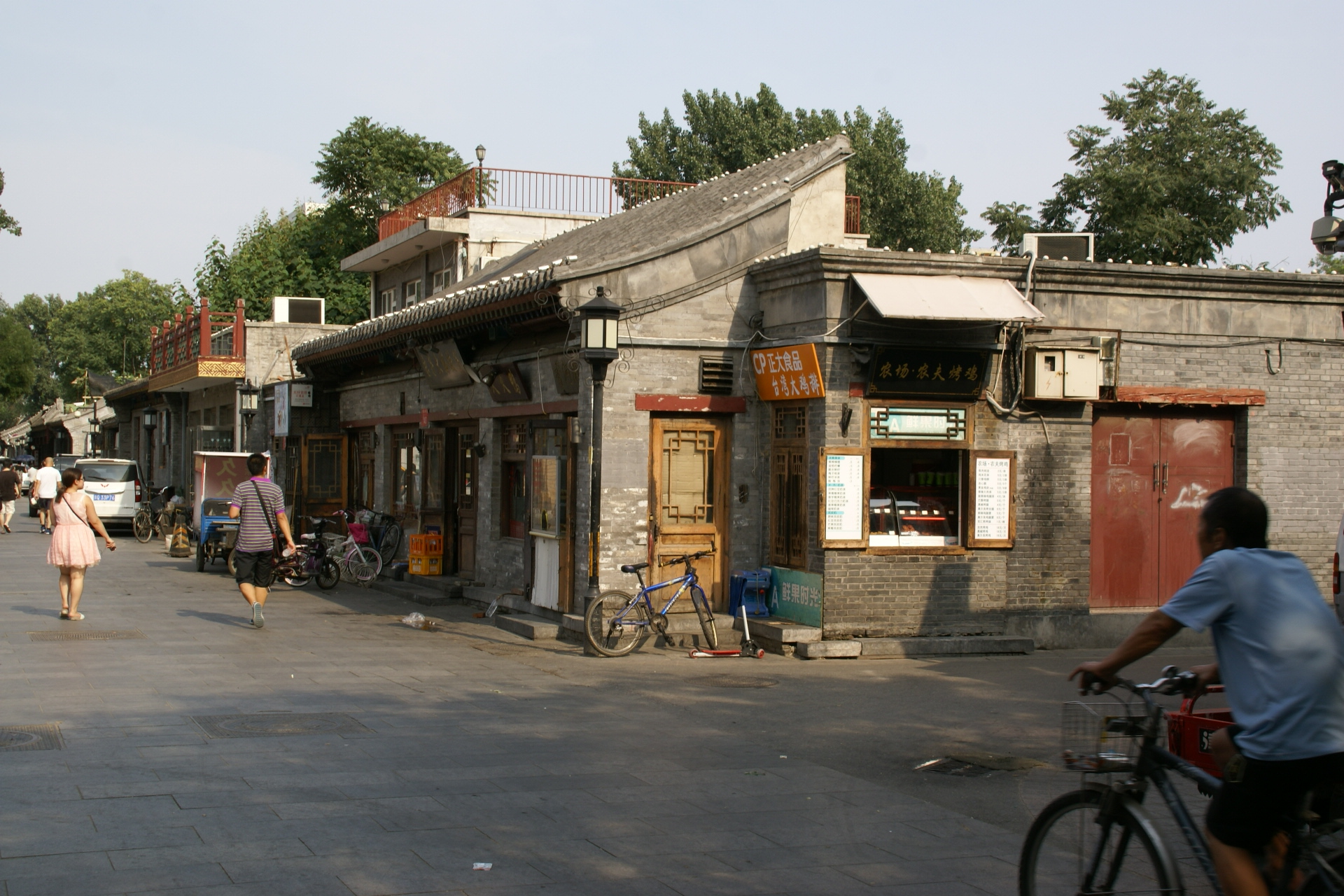
街景
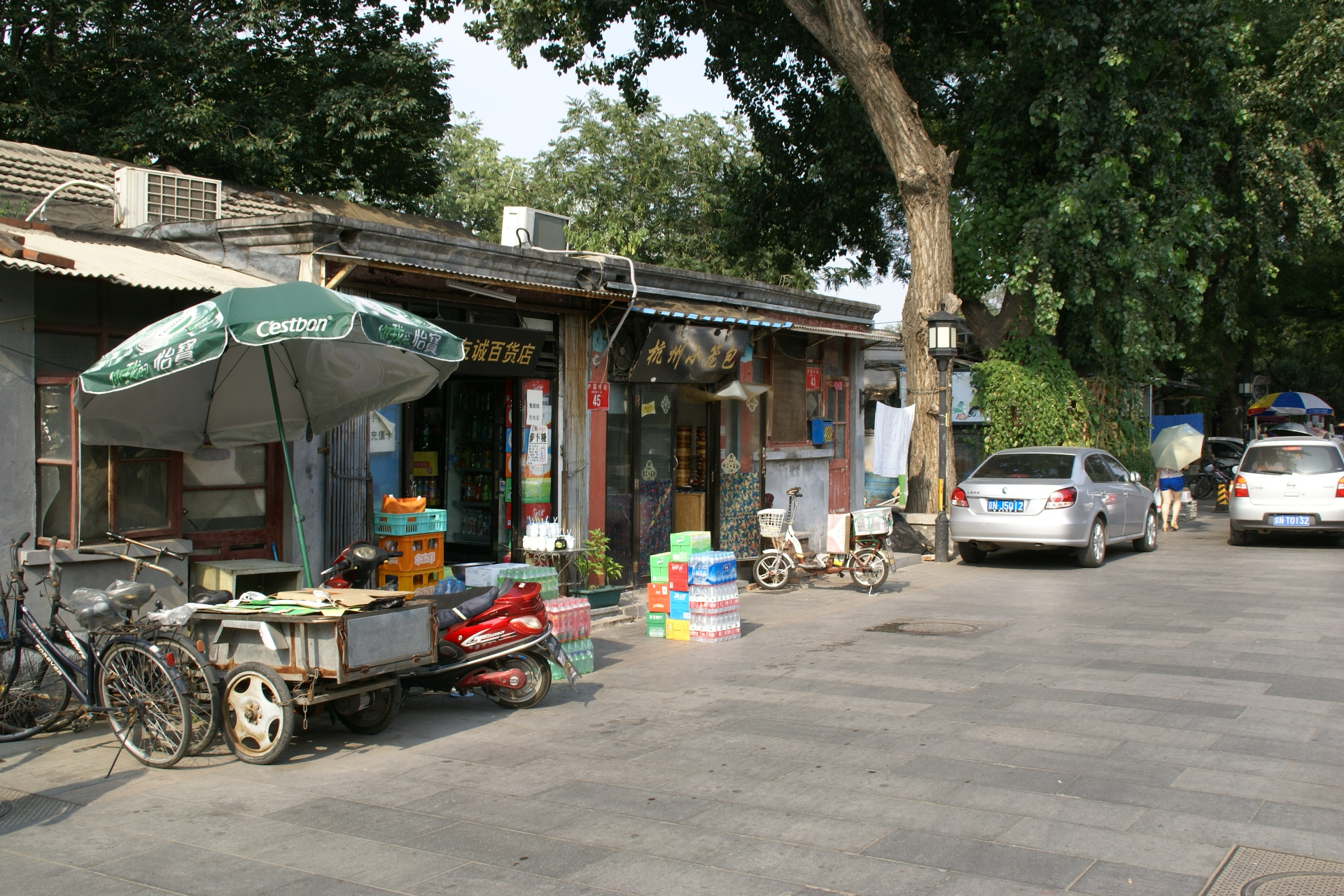
街景
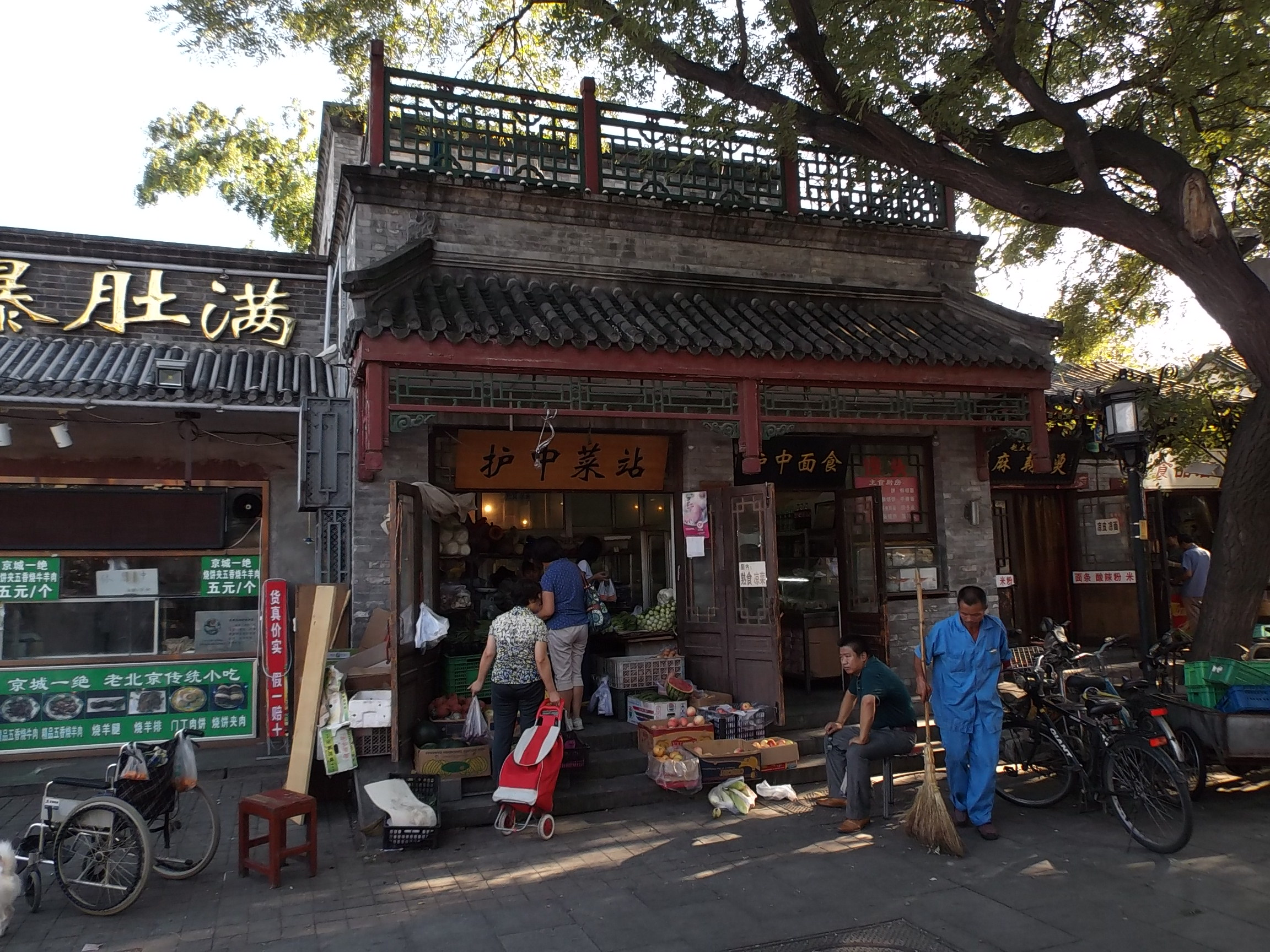
护中菜站
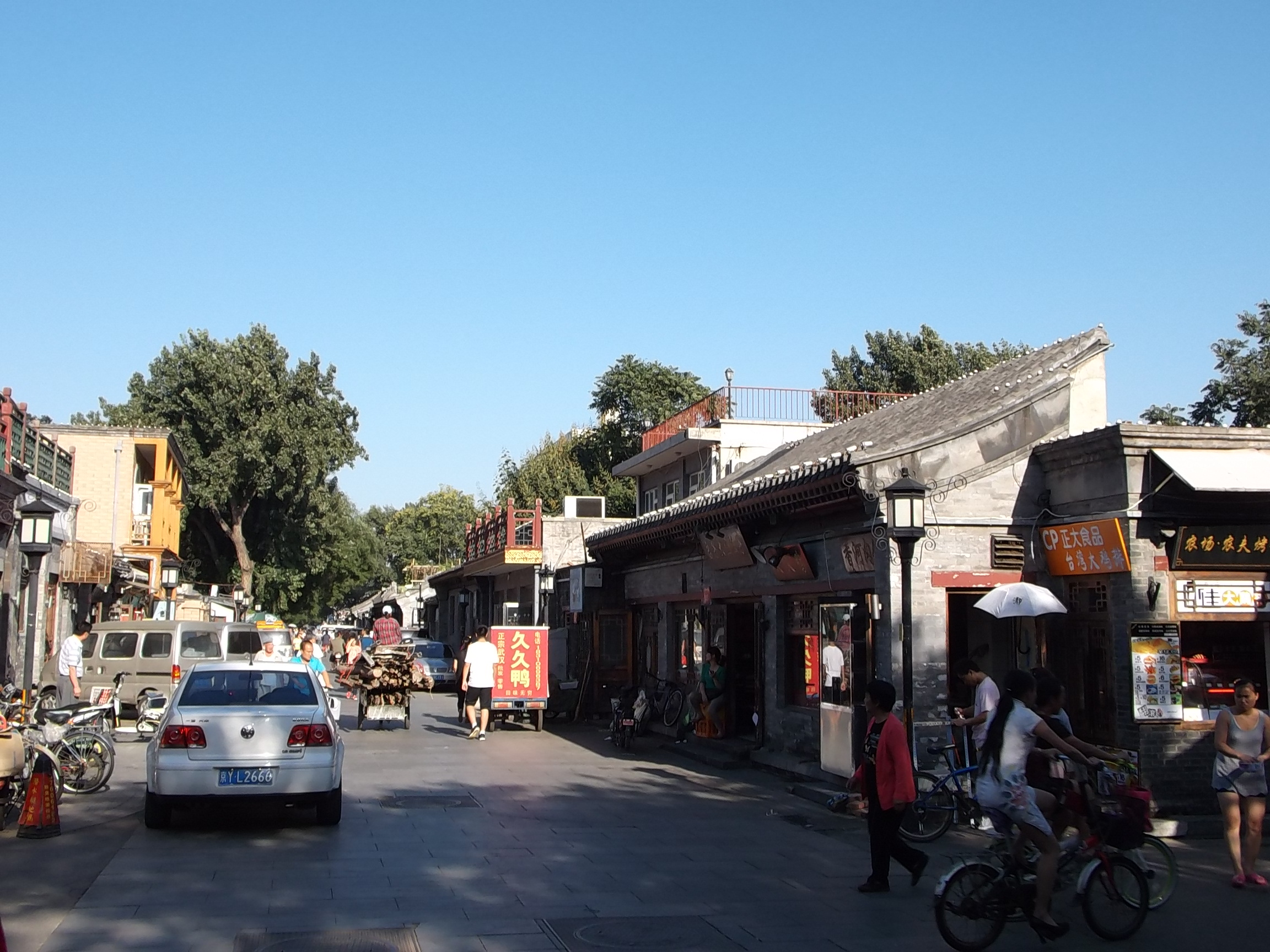
街景